# 외과

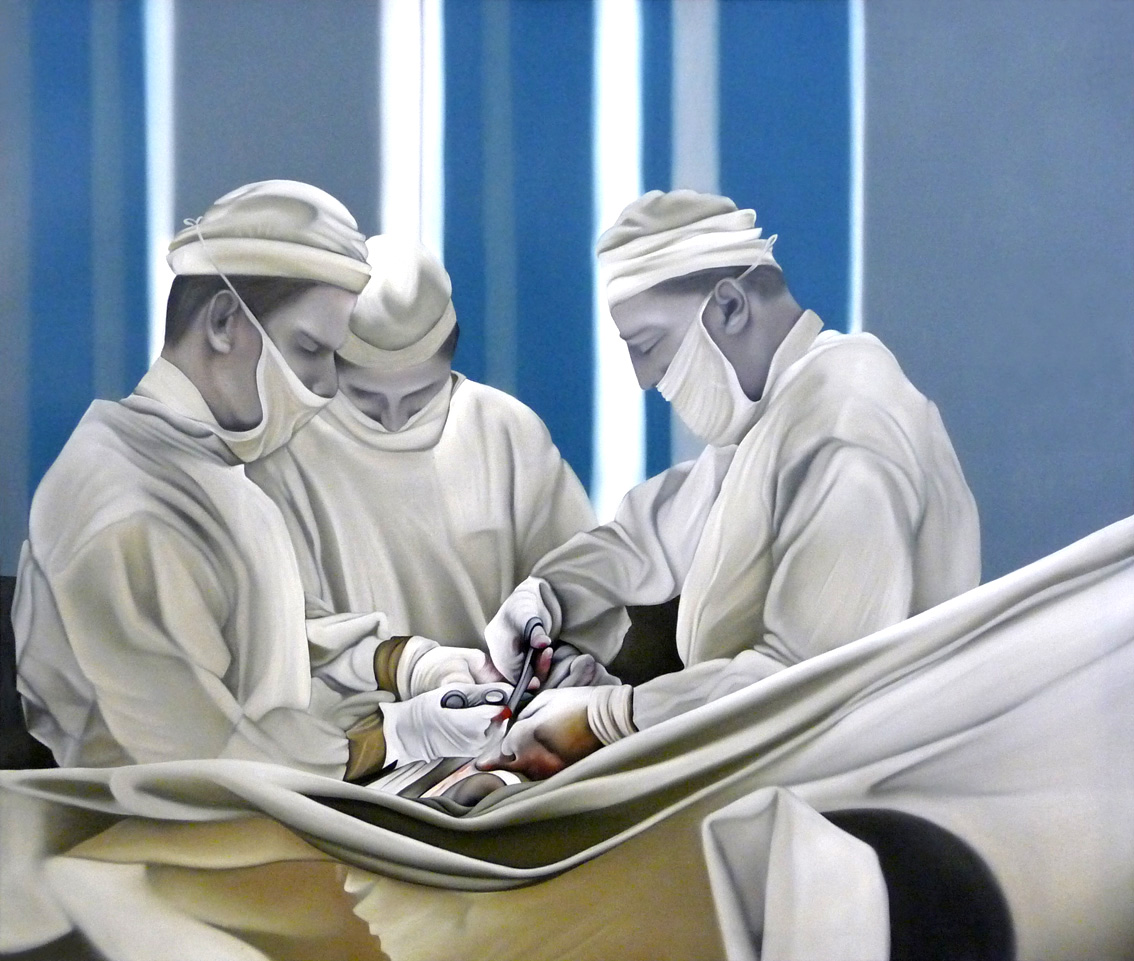

Hieronymus Fabricius, Operationes chirurgicae, 1685

외과(外科, 영어: surgery)는 의학의 한 분야로, 넓은 의미로 수술을 시행하는 전문분야를 말한다. 이와 반대되는 전문분야를 내과(內科)라고 한다. 넓은 의미의 외과라는 학문 속에는 여러 세부 분야가 있다. 현재에는 신경외과, 흉부외과, 정형외과, 성형외과, 산부인과, 비뇨의학과, 이비인후과, 안과 등의 분야도 수술을 시행하기 때문에 넓은 의미에서 외과에 속한다고 할 수 있다.
외과의 발달에는 4가지 기본 요건이 필요하였다.
- 1. 해부에 대한 이해
- 2. 지혈법
- 3. 마취법
- 4. 감염에 대한 예방

이 중에서 1번과 2번 요건은 16세기경에 마련되었으나, 나머지 3번과 4번 요건은 19세기 말에 되어서야 마련되었다. 1846년 윌리엄 모턴이 매사추세츠 종합병원에서 처음으로 에테르를 이용한 마취를 시행한 이후, 극심한 고통이 동반되는 것을 벗어날 수 있었다. 이후 리스터에 의해 감염을 예방하는 방법이 개발되어 본격적으로 근대 외과가 발전하기 시작하였다.
예전에는 "일반외과"로 불리던 분야가 "외과"로 개칭되어 현재에는 "외과"라고 말하면 소화기, 순환기, 내분비, 두경부, 이식, 종양, 외상, 응급, 소아 등을 다루는 전문분야를 말한다.
외과를 총괄하는 학술 단체로 대한외과학회가 있으며 분과 학회로 내분비외과학회, 위암학회, 간담췌학회, 대장항문학회, 유방암학회, 이식학회, 소아외과학회 등이 왕성한 활동을 하고 있다.

## 같이 보기
- 내과
- 일반외과